# Léna (Burkina Faso)
Pour les articles homonymes, voir Léna (homonymie).
Léna est un village du département de Léna dont il est le chef-lieu, situé dans la province du Houet et la région des Hauts-Bassins au Burkina Faso.

## Géographie
Léna est localisée à 12 km au nord de Yabasso et de la route nationale 1.

## Éducation et santé
Léna accueille un centre de santé et de promotion sociale (CSPS).